# Sterrhurus musculus
Sterrhurus musculus är en plattmaskart. Sterrhurus musculus ingår i släktet Sterrhurus och familjen Hemiuridae. Inga underarter finns listade i Catalogue of Life.